# Tricentrus amplicornis
Tricentrus amplicornis är en insektsart som beskrevs av William D. Funkhouser 1937. Tricentrus amplicornis ingår i släktet Tricentrus och familjen hornstritar. Inga underarter finns listade i Catalogue of Life.